# Zetazeroalfa
Gli ZetaZeroAlfa sono un gruppo musicale alternative rock e neofascista italiano, band di riferimento di CasaPound, il cui leader e front-man, Gianluca Iannone, è il presidente del movimento neofascista, così come gli altri membri della band sono tutti militanti di CasaPound Italia.
Hanno all'attivo otto album, oltre a numerose partecipazioni a compilation nell'ambiente della musica alternativa e RAC, comprendenti generi musicali di diverso tipo e caratterizzati da contenuti di natura neofascista.

## Storia del gruppo
(tratto da un'intervista del gruppo)
La band nacque nel 1997.
Il 25 novembre 2000 si presenta insieme alla Rupe Tarpea Productions/Perimetro al M.E.I. (Meeting Etichette Indipendenti) di Faenza, riuscendo ad esibirsi dal vivo.
L'8 dicembre 2001 una loro esibizione presso il Teatro Piccolo di Sulmona diventa occasione di tensione e tafferugli, con l'intervento delle forze dell'ordine. Per i fatti di violenza verificatisi il leader del gruppo Gianluca Iannone è stato condannato, insieme ad altre quattro persone, a 10 mesi di reclusione per rissa.
Il 14 novembre 2005 gli Zetazeroalfa, accompagnati dal gruppo La Peggio Gioventù, suonano nel carcere romano di Rebibbia in occasione della consegna del Premio Nonsolochiacchiere al calciatore Damiano Tommasi, istituito dall'omonimo giornale carcerario.
Il 18 giugno 2010 la presentazione in anteprima del nuovo cd del gruppo musicale dal titolo Disperato Amore avviene contemporaneamente in ventisei città da Nord a Sud del paese.
Il 22 ottobre 2010 gli Zetazeroalfa suonano per la prima volta in piazza a Roma, a Ponte Milvio, in occasione della presentazione del libro "Nessun Dolore. Una storia di CasaPound". L'evento vede la partecipazione di oltre 2000 persone.
A giugno del 2011 suonano a Bangkok, capitale della Thailandia, in un concerto di solidarietà a sostegno del popolo Karen e in ottobre a Helsinki. Il 28 gennaio 2012 il gruppo suona a Siviglia
I loro concerti sono spesso annunciati senza indicare data e luogo precisi, in quanto, a causa dei problemi di ordine pubblico spesso causati dalla band e dai loro sostenitori, si svolgono con caratteristiche di illegalità, senza che siano concessi dalle autorità competenti i regolari permessi ed autorizzazioni.
Nel corso della loro esistenza gli Zetazeroalfa hanno tenuto oltre 80 concerti in Italia ed all'estero per lo più in occasione di raduni neofascisti.
Il 21 aprile 2017 è uscito il loro ultimo disco, Morimondo, anticipato dalla canzone Il Nome Mio.
Il 23 marzo 2019 suonano a Milano, per il ventennale della loro fondazione. Coadiuvati da molte band amiche in apertura, suonano davanti ad oltre 2000 persone, per circa due ore, ripercorrendo cronologicamente tutti i loro maggiori successi discografici.
L'esibizione degli Zetazeroalfa è stata registrata e pubblicata, successivamente, in un doppio cd digipack stampato in sole 451 copie numerate a mano.
Sempre nel 2019 viene pubblicato, per Altaforte Edizioni, "ZetaZeroAlfa. Forti rockamboleschi venti. Venti anni di rock, politica e destino" un libro articolato in quasi 500 pagine fra foto e interviste ai protagonisti dell’avventura  ventennale degli ZetaZeroAlfa.

## Tematiche
Nei testi delle loro canzoni affrontano le tipiche tematiche neofasciste legate sia alla esaltazione e ripresa della storia e terminologia del ventennio che alla critica alla globalizzazione e al libero mercato.
La loro musica ha un pubblico prevalentemente giovanile, politicamente orientato all'adesione a movimenti o formazioni d'ispirazione neofascista, in particolare quelle legate a CasaPound Italia ed al suo movimento studentesco (Blocco Studentesco), nonché al circuito delle OSA/ONC ("Occupazioni a Scopo Abitativo" ed "Occupazioni Non Conformi").

## Lacinghiamattanzae il rapporto con i media
Una prima visibilità sui mezzi d'informazione arriva nei primi mesi del 2008 a causa dell'apparizione di numerosi videoclip su YouTube dove alcuni ragazzi si prendono a cinghiate durante i concerti della band. Si tratta della cosiddetta cinghiamattanza, pratica che prende il nome da una canzone del gruppo. Quando questa canzone viene suonata, durante i concerti, gli spettatori più accaniti pogano sotto il palco e si colpiscono violentemente con una cintura.
Se ne occuparono in particolare il quotidiano La Repubblica e il suo magazine giovanile XL, che si interessarono di indagare il fenomeno definendolo come "una nuova assurda mania". Nel 2010 il format di RaiTre Citizen Report dedica un servizio di approfondimento.
Gli inventori della pratica la definiscono come "uno sport "non conforme" la cui carica goliardica e vitalista può essere negata solo da chi sia in aperta malafede".
Il giornalista inglese Tobias Jones in un suo articolo sul quotidiano The Guardian sul neofascismo italiano definisce in tono critico gli Zetazeroalfa una forza evangelizzatrice per il fascismo.

## Formazione
- Sinevox – voce (1997-presente)
- Dr.Zimox – chitarra (1999-presente)
- Joey Tucano – chitarra (2007-presente)
- John John Purghezio – basso (2006-presente)
- Atom Takemura – batteria (1997-presente)

## Discografia

### Album in studio
- 1999 – La dittatura del sorriso (Rupe Tarpea Productions/Perimetro)
- 2000 – Kriptonite (Rupe Tarpea Productions/Perimetro)
- 2002 – Fronte dell'essere (Rupe Tarpea Productions/Perimetro)
- 2007 – La ballata dello stoccafisso (Rupe Tarpea Productions/Perimetro)
- 2010 – Disperato amore (Rupe Tarpea Productions/Perimetro)
- 2017 – Morimondo (Rupe Tarpea Productions/Perimetro)

### Album dal vivo
- 2005 – Tantebotte - Live in Alkatraz
- 2019 – 23 Marzo 2019 - Live In Milano

### Singoli
- 1999 – Boicotta

### Compilation e split
- 1998 - Mighty Killers - Mighty
- 1999 - Il ghigno feroce del Natale - (Rupe Tarpea Productions/Perimetro) - DDT, Indole e Rockaforte
- 2000 - Panique médiatique - (Rupe Tarpea Productions/Perimetro) - Split con Ile De France
- 2001 - Vox Europa II - (Rupe Tarpea Productions/Perimetro)
- 2003 - Tutti a casa! - Ain Soph tribute - (Hau Ruck! S.P.Q.R.)
- 2003 - Ain Soph Songs - (Hau Ruck! S.P.Q.R.)
- 2003 - Der Blutharsch/Zetazeroalfa - (Wir Kapitulieren Niemals) Split con Der Blutharsch
- 2004 - Legione motorizzata Fratelli Omunghus - (Rupe Tarpea Productions/Perimetro)
- 2006 - L'ora della verità - (Rupe Tarpea Productions/Perimetro)
- 2006 - Rock per la verità - (Rupe Tarpea Productions/Perimetro)
- 2006 - Nel dubbio mena - (Rupe Tarpea Productions/Perimetro) -Split con Hate For Breakfast
- 2007 - Skadafascio - (Rupe Tarpea Productions/Perimetro) - presenti come Zetamaker
- 2007 - European revolution - (Rupe Tarpea Productions/Perimetro) - RACords, Alternative S e Fenris
- 2008 - Summerfest 2007 - 14th July 2007 - Veneto Fronte Skinheads
- 2010 - Italians Do It Better (Rupe Tarpea Productions/Perimetro) - Split con Still Burnin' Youth, Blind Justice e Ribelli D'Indastria

## Videografia

### Album video
- 2007 - Ecchetelodicoafare (DVD-V, Album, PAL. Rupe Tarpea Productions/Trifase)

### Videoclip
- 2007 - Zetazeroalfa, diretto da Giò Battaglia (Rupe Tarpea Productions/Trifase)
- 2007 - Cinghiamattanza, diretto da Nolan (Rupe Tarpea Productions/Trifase)
- 2007 - Fare blocco, diretto da Davidino (Rupe Tarpea Productions/Trifase)